# أنيتا براينت
أنيتا براينت (بالإنجليزية: Anita Bryant) (و. 1940  م) هي مغنية، ومتسابقة ملكة الجمال، وسياسية أمريكية، ولدت في برانسدل.

## وصلات خارجية
- أنيتا براينت على موقع IMDb (الإنجليزية)
- أنيتا براينت على موقع ألو سيني (الفرنسية)
- أنيتا براينت على موقع ميوزك برينز (الإنجليزية)
- أنيتا براينت على موقع أول موفي (الإنجليزية)
- أنيتا براينت على موقع قاعدة بيانات الأفلام السويدية (السويدية)
- أنيتا براينت على موقع إن إن دي بي (الإنجليزية)
- أنيتا براينت على موقع ديسكوغز (الإنجليزية)
- أنيتا براينت على موقع قاعدة بيانات الفيلم (الإنجليزية)
- أنيتا براينت على موقع كينوبويسك (الروسية)